# یواس‌اس دیویدسن (اف‌اف-۱۰۴۵)
یواس‌اس دیویدسن (اف‌اف-۱۰۴۵) (به انگلیسی: USS Davidson (FF-1045)) یک کشتی بود که طول آن ۴۱۵ فوت (۱۲۶ متر) بود. این کشتی در سال ۱۹۶۴ ساخته شد.